# 오타와족

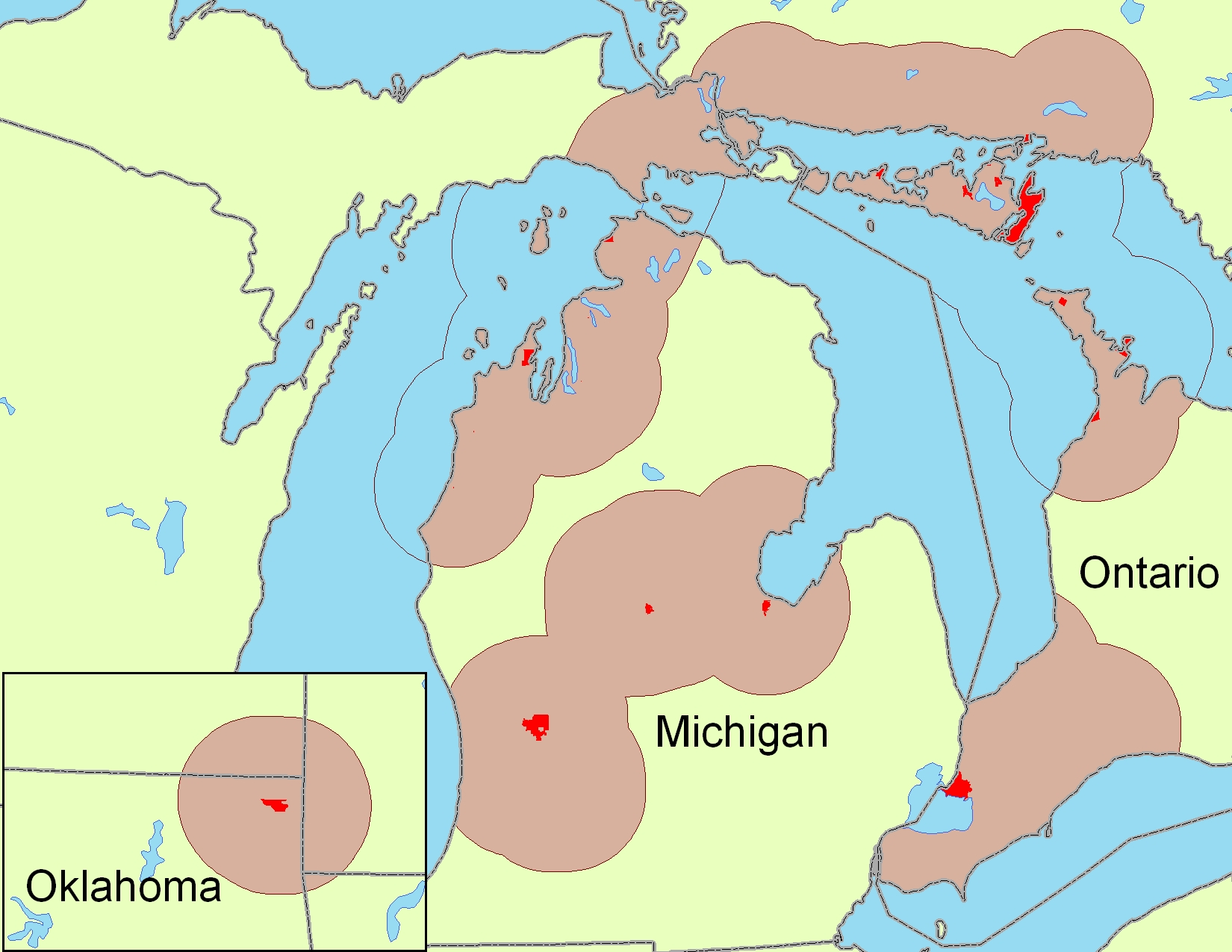
오다와족 거주 지역

오타와족(Ottawa) 또는 오다와족(Odawa, /oʊˈdɒwə/)은 미국의 원주민 부족 중 하나이다. '오타와'라는 말은 ‘교역자’를 의미한다. 그들은 아니시나베인(Anishinaabe)의 지파로, 오지브와족 집단으로부터 유래했지만 뚜렷한 구분이 있는 분파였다. 그들은 고대에 동부로부터 이주하여 오늘날의 캐나다 온타리오와 미국의 미시간 사이의 브루스반도에 있는 휴런호 해변 북쪽 근처의 매니툴린섬에 정착하였다. 유명한 인물로는 18세기에 오타와족 추장으로 활약한 폰티악 (오타와족)이 있다.

## 같이 보기
- 오타와